# Джейн О'Доног'ю
Джейн О'Доног'ю (англ. Jane O'Donoghue; нар. 29 березня 1983) — колишня британська тенісистка.
Найвищу одиночну позицію світового рейтингу — 189 місце досягла 26 липня 2004, парну — 184 місце — 22 серпня 2005 року.
Здобула 3 одиночні та 6 парних титулів.
Найвищим досягненням на турнірах Великого шолома було 2 коло в одиночному та парному розрядах.
Завершила кар'єру 2007 року.

## Фінали ITF

### Одиночний розряд: 6 (3–3)
| Легенда          |
| ---------------- |
| турніри $100,000 |
| турніри $75,000  |
| турніри $50,000  |
| турніри $25,000  |
| турніри $10,000  |

| Фінали за покриттям |
| ------------------- |
| Тверде (1–2)        |
| Ґрунт (2–1)         |
| Трава (0–0)         |
| Килим (0–0)         |

| Результат | W–L | Дата     | Турнір                        | Рівень | Покриття | Суперниця        | Рахунок                 |
| --------- | --- | -------- | ----------------------------- | ------ | -------- | ---------------- | ----------------------- |
| Поразка   | 0–1 | Сер 2000 | ITF Бат, Велика Британія      | 10,000 | Тверде   | Зузі Бенш        | 4–6, 7–6(7–5), 2–6      |
| Перемога  | 1–1 | Кві 2002 | ITF Борнмут, Велика Британія  | 10,000 | Ґрунт    | Івонн Дойл       | 6–3, 6–4                |
| Перемога  | 2–1 | Тра 2002 | ITF Гатфілд, Велика Британія  | 10,000 | Ґрунт    | Катерина Сисоєва | 7–6(7–6), 6–1           |
| Поразка   | 2–2 | Тра 2003 | ITF Единбург, Велика Британія | 10,000 | Ґрунт    | Елісе Тамаела    | 3–6, 3–6                |
| Поразка   | 2–3 | Сер 2006 | ITF Рексем, Велика Британія   | 10,000 | Тверде   | Ірена Павлович   | 3–6, 7–6(7–6), 6–7(5–7) |
| Перемога  | 3–3 | Бер 2007 | ITF Джерсі, Велика Британія   | 10,000 | Тверде   | Ґаелль Відмер    | 4–6, 6–2, 6–4           |

### Парний розряд: 11 (6–5)
| Легенда          |
| ---------------- |
| турніри $100,000 |
| турніри $75,000  |
| турніри $50,000  |
| турніри $25,000  |
| турніри $10,000  |

| Фінали за покриттям |
| ------------------- |
| Тверде (4–3)        |
| Ґрунт (1–1)         |
| Трава (1–1)         |
| Килим (0–0)         |

| Результат | W–L | Дата     | Турнір                          | Рівень | Покриття | Партнерка       | Суперниці                         | Рахунок             |
| --------- | --- | -------- | ------------------------------- | ------ | -------- | --------------- | --------------------------------- | ------------------- |
| Перемога  | 1–0 | Кві 2002 | ITF Борнмут, Велика Британія    | 10,000 | Ґрунт    | Анна Говкінс    | Іпек Шенолу Хрістіна Захаріду     | 6–0, 6–0            |
| Поразка   | 1–1 | Тра 2002 | ITF Гатфілд, Велика Британія    | 10,000 | Ґрунт    | Анна Говкінс    | Ірина Буликіна Катерина Сисоєва   | 6–4, 4–6, 6–7(8–10) |
| Поразка   | 1–2 | Лис 2002 | ITF Маунт-Гамбір, Австралія     | 25,000 | Тверде   | Шанелль Схеперс | Даніелла Джефлі Еві Домінікович   | w/o                 |
| Перемога  | 2–2 | Жов 2004 | ITF Сандерленд, Велика Британія | 25,000 | Тверде   | Олена Балтача   | Ева Фіслова Станіслава Грозенська | 6–1, 4–6, 6–2       |
| Перемога  | 3–2 | Січ 2005 | ITF Тіптон, Велика Британія     | 10,000 | Тверде   | Суріна Де Беер  | Кеті О'Браєн Мелані Саут          | 6–4, 6–2            |
| Поразка   | 3–3 | Лип 2006 | ITF Філікстоу, Велика Британія  | 25,000 | Трава    | Сара Борвелл    | Труді Мусгрейв Крістіна Вілер     | 2–6, 4–6            |
| Перемога  | 4–3 | Лип 2006 | ITF Фрінтон, Велика Британія    | 10,000 | Трава    | Джорджи Джент   | Деніелл Бравн Ана Четник          | 6–4, 4–6, 6–2       |
| Поразка   | 4–4 | Сер 2006 | ITF Рексем, Велика Британія     | 10,000 | Тверде   | Карен Патерсон  | Ліндсі Кокс Анна Говкінс          | 3–6, 3–6            |
| Перемога  | 5–4 | Сер 2006 | ITF Камберленд, Велика Британія | 10,000 | Тверде   | Карен Патерсон  | Лора Петерзен Емілі Веблі-Сміт    | 6–3, 6–3            |
| Поразка   | 5–5 | Сер 2006 | ITF Мольєрусса, Іспанія         | 10,000 | Тверде   | Карен Патерсон  | Міхаела Юханссон Надя Рома        | 3–6, 6–2, 3–6       |
| Перемога  | 6–5 | Бер 2007 | ITF Сандерленд, Велика Британія | 10,000 | Тверде   | Анна Говкінс    | Рія Сабай Емілі Веблі-Сміт        | 6–4, 6–7(5–7), 6–3  |

## Виступи у турнірах Великого шолома
| W | Ф | ПФ | ЧФ | #Р | КТ | К# | DNQ | A | NH |

| Турнір                                 | 2000 | 2001 | 2002 | 2003 | 2004 | 2005 | 2006 | 2007 | В-П за кар'єру |
| -------------------------------------- | ---- | ---- | ---- | ---- | ---- | ---- | ---- | ---- | -------------- |
| Відкритий чемпіонат Австралії з тенісу |      |      |      |      |      |      |      |      | 0–0            |
| Відкритий чемпіонат Франції з тенісу   |      |      |      |      |      |      |      |      | 0–0            |
| Вімблдонський турнір                   | LQ   | LQ   | 1р   | 1р   | 2р   | 2р   | LQ   |      | 2–4            |
| Відкритий чемпіонат США з тенісу       |      |      |      | LQ   | LQ   | LQ   |      |      | 0–0            |
| В-П                                    | 0–0  | 0–0  | 0–1  | 0–1  | 1–1  | 1–1  | 0–0  | 0–0  | 2–4            |
| Рейтинг на кінець року                 | 564  | 474  | 295  | 235  | 231  | 250  | 336  | 656  | –              |